# Edmond Bracq
Edmond Marie Désiré Bracq (Gent, 20 augustus 1829 - 20 juni 1896) was een Belgisch industrieel en senator.

## Levensloop
Bracq was de zoon van de suikerraffinadeur Pierre-Charles Bracq (1799-1875) en van Virginie Grenier. Hij trouwde met Maxence Hureaux.
Hij werd handelaar in meel en stichtte in 1869 de maalderij Bracq Edm. & Cie.
Hij werd in 1884 verkozen tot katholiek senator voor het arrondissement Gent en oefende dit mandaat uit tot in 1892.
Hij woonde in Visserij 156 in Gent. Hij erfde in 1875 een kasteel in Mariakerke, in 1869-1870 door zijn vader gebouwd. Hij sloopte het en begon aan de bouw van een nieuw kasteel naar een ontwerp van architect Joseph Schadde, maar kwam in financiële moeilijkheden en verkocht het domein en het kasteel, dat nog in aanbouw was, in 1892 aan de familie Claeys-Bouüaert. 